# Ruta Estatal de Nevada 825
La Ruta Estatal de Nevada 825, y abreviada SR 825 (en inglés: Nevada State Route 825) es una carretera estatal estadounidense ubicada en el estado de Nevada. La carretera inicia en el Oeste desde la SR 824  hacia el Este en la SR 824     en Smith. La carretera tiene una longitud de 0,7 km (0.415 mi).

## Mantenimiento
Al igual que las autopistas interestatales, y las rutas federales y el resto de carreteras estatales, la Ruta Estatal de Nevada 825 es administrada y mantenida por el Departamento de Transporte de Nevada por sus siglas en inglés Nevada DOT.